# Paradosso della tolleranza
Il paradosso della tolleranza è un paradosso che si configura nell'ambito dello studio dei processi decisionali, enunciato dal filosofo ed epistemologo austro-britannico Karl Popper nel 1945. Esso stabilisce che una collettività caratterizzata da tolleranza indiscriminata è inevitabilmente destinata ad essere stravolta e successivamente dominata dalle frange intolleranti presenti al suo interno. La conclusione, apparentemente paradossale, formulata da Popper consiste nell'osservare che l'intolleranza nei confronti dell'intolleranza stessa sia condizione necessaria per la preservazione della natura tollerante di una società aperta.

## Discussioni
Il filosofo Karl Popper definì il paradosso nel 1945, ne La società aperta e i suoi nemici Vol. 1.:
Repubblica, 562b-565e. Nel testo alludo specialmente a 562c: «L’insaziabilità di libertà e la noncuranza del resto non mutano anche questa costituzione e non la preparano a ricorrere fatalmente alla tirannide?». Cfr. inoltre 563d/e: «Finiscono con il trascurare del tutto le leggi scritte o non scritte, per essere assolutamente senza padroni... Ecco dunque... l’inizio... donde viene la tirannide». (Per l’inizio di questo passo, si veda la nota 19 al Capitolo IV). Altre osservazioni di Platone sui paradossi della libertà e della democrazia sono: Repubblica, 564a: «L’eccessiva libertà... non può trasformarsi che in eccessiva schiavitù, per un privato come per uno stato... È naturale quindi.. che la tirannide non si formi da altra costituzione che la democrazia; cioè a mio avviso, dalla somma libertà viene la schiavitù maggiore e più feroce». Si veda anche Repubblica, 565c/d: «Ora, il popolo non è sempre solito mettere alla propria testa, in posizione eminente, un solo individuo, mantenerlo, farlo crescere e ingrandire?». «Sì, è solito farlo». «Allora è chiaro... che tutte le volte che nasce un tiranno, esso spunta dalla radice del protettore» [leader democratico di partito]. Il cosiddetto paradosso della libertà è l’argomento per cui la libertà, nel senso dell’assenza di qualsiasi controllo restrittivo, deve portare a un’enorme restrizione, perché rende i prepotenti liberi di schiavizzare i mansueti. Questa idea, in una forma un po’ diversa e con una tendenza del tutto diversa, è chiaramente espressa da Platone. Meno noto è invece il paradosso della tolleranza: la tolleranza illimitata deve portare alla scomparsa della tolleranza. Se estendiamo l’illimitata tolleranza anche a coloro che sono intolleranti, se non siamo disposti a difendere una società tollerante contro l’attacco degli intolleranti, allora i tolleranti saranno distrutti e la tolleranza con essi. In questa formulazione, io non implico, per esempio, che si debbano sempre sopprimere le manifestazioni delle filosofie intolleranti; finché possiamo contrastarle con argomentazioni razionali e farle tenere sotto controllo dall’opinione pubblica, la soppressione sarebbe certamente la meno saggia delle decisioni. Ma dobbiamo proclamare il diritto di sopprimerle, se necessario, anche con la forza; perché può facilmente avvenire che esse non siano disposte a incontrarci a livello dell’argomentazione razionale, ma pretendano di ripudiare ogni argomentazione; esse possono vietare ai loro seguaci di prestare ascolto all’argomentazione razionale, perché considerata ingannevole, e invitarli a rispondere agli argomenti con l’uso dei pugni o delle pistole. Noi dovremmo quindi proclamare, in nome della tolleranza, il diritto di non tollerare gli intolleranti. Dovremmo insomma proclamare che ogni movimento che predica l’intolleranza si pone fuori legge e dovremmo considerare come crimini l’incitamento all’intolleranza e alla persecuzione, allo stesso modo che consideriamo un crimine l’incitamento all’assassinio, al ratto o al ripristino del commercio degli schiavi. Un altro paradosso poco preso in considerazione è il paradosso della democrazia o, più precisamente, del governo maggioritario, cioè la possibilità che la maggioranza decida che il governo venga affidato a un tiranno. Che la critica platonica della democrazia possa essere interpretata nel modo qui delineato e che il principio del governo maggioritario possa portare ad autocontraddizioni, fu indicato per la prima volta, a quanto ne so, da Leonard Nelson (si veda il punto 2 della nota 25 a questo Capitolo). Non penso, tuttavia, che Nelson, il quale, nonostante il suo appassionato umanitarismo e la sua ardente lotta per la libertà, fece propria buona parte della teoria politica di Platone e specialmente il principio platonico della leadership, fosse consapevole del fatto che argomenti analoghi possono essere opposti a tutte le varie forme particolari della teoria della sovranità. Tutti questi paradossi possono essere facilmente evitati se formuliamo le nostre rivendicazioni politiche nel modo indicato nella sezione 2 di questo Capitolo, ovvero anche nel modo seguente: noi chiediamo un governo che governi in conformità con i principi dell’egualitarismo e del protezionismo; che tolleri tutti coloro che sono disposti a contraccambiare, cioè che sono tolleranti; che sia controllato dal pubblico e responsabile nei confronti del pubblico. E possiamo aggiungere che qualche forma di voto maggioritario, insieme con istituzioni che tengano bene informato il pubblico, è il migliore, anche se non infallibile, mezzo per controllare un governo siffatto. (Nessun mezzo infallibile esiste). Cfr. anche il Capitolo VI, gli ultimi quattro capoversi nel testo che precede la nota 42; il testo relativo alla nota 20 al Capitolo XVII; il punto 4 della nota 7 al Capitolo XXIV; e la nota 6 al presente Capitolo.
Nel 1971 il filosofo John Rawls ne Una teoria della giustizia concluse che una società retta deve tollerare gli intolleranti e che, in caso contrario, la società stessa risulterebbe intollerante, e quindi ingiusta. Tuttavia, Rawls insisteva sul dire, come Popper, che la società ha un ragionevole diritto di autopreservazione che soppianta il principio di tolleranza: "Mentre una setta intollerante in sé non ha il diritto di lamentarsi dell'intolleranza, la sua libertà dovrebbe essere limitata solo quando i tolleranti credano sinceramente e ragionevolmente che la loro sicurezza e quella delle istituzioni della libertà siano in pericolo".
In un lavoro del 1997, Michael Walzer chiese "Dovremmo tollerare gli intolleranti?" e fece notare che la maggior parte dei gruppi religiosi minoritari che beneficiano della tolleranza sono loro stessi intolleranti, almeno in alcuni ambiti. In un regime tollerante, persone del genere potrebbero imparare a tollerare, o almeno a sapersi comportare "come se possedessero questa virtù".

## Tolleranza e libertà di parola
Il paradosso della tolleranza è importante nella discussione di quali limiti dovrebbero essere posti alla libertà di parola. Esso si inserisce, perciò, in una disputa teorica assai più antica.
Già Thomas Jefferson, principale autore della dichiarazione d'indipendenza del 4 luglio 1776, descrisse la sua visione di una società tollerante nel suo primo discorso inaugurale quando divenne 3º presidente degli Stati Uniti d'America, il 4 marzo 1801, e - riguardo a coloro che avrebbero potuto sovvertire il paese e la sua unità - affermava: "[...] lasciateli indisturbati, come monumenti della sicurezza con cui si può tollerare l'errore di opinione, laddove la ragione è libera di combatterlo".
Popper affermava invece che consentire la libertà di parola a coloro che la userebbero per eliminare il principio sul quale loro si basano è paradossale. Nel 1987 Michael Rosenfeld, professore di legge alla Yeshiva University di New York, affermò che "sembra contraddittorio estendere la libertà di parola a quegli estremisti che [...] se avessero successo, sopprimerebbero spietatamente le parole di quelli con i quali vanno in disaccordo," e faceva notare che le democrazie dell'Europa occidentale e gli Stati Uniti usano approcci opposti rispetto alla tolleranza dell'incitamento all'odio.

### Nel diritto penale
Nel diritto penale del fatto (Tatstrafrecht) Franz von Liszt, con la sua opera Lehrbuch des Deutschen Strafrechts, ha offerto una soluzione pratica al dilemma: il sistema penale non viene attivato quando il pensiero eccentrico matura nel foro interiore del soggetto, ma solo quando l’azione ha già posto in essere un pericolo concreto per il bene giuridico tutelato dall'ordinamento giuridico.
Questa soluzione è stata enfatizzata con la costituzionalizzazione del principio "Cogitationis poenam nemo patitur", che riflette la tolleranza nei regimi liberaldemocratici: essa si declina in concreto sulla soglia di non punibilità del tentativo che, per Claus Roxin corrisponde all’idea che la responsabilità penale debba essere basata su fatti oggettivamente verificabili, non su giudizi soggettivi sulla persona. Pertanto non basta esprimere un pensiero intollerante, antidemocratico o fuori del mainstream culturale per provocare una reazione di autodifesa dell'ordinamento giuridico: il processo penale per Francesco Antolisei richiede, in conformità con il principio di materialità e di offensività del reato, l'accertamento dell'idoneità e univocità dell’azione, che sono i criteri necessari per delimitare la soglia della punibilità. Ogni regresso, rispetto a questa soglia, costituirebbe non una forma di difesa sociale quanto «piuttosto espressione di ostilità, di una guerra volta a minare gli stessi valori su cui si fondano le democrazie occidentali. Più che di accertare reati perseguendone i responsabili, si tratta insomma di neutralizzare i nemici della democrazia, ricorrendo a misure di prevenzione e anticipando la soglia di punibilità ben oltre il tentativo».

## Omofilia e intolleranza
La relazione fra omofilia (l'inclinazione a interagire con chi ha tratti simili) e l'intolleranza si manifesta quando una persona tollerante deve scegliere fra stabilire una relazione positiva con un individuo tollerante di un gruppo dissimile, o stabilire una relazione positiva con un membro intollerante del proprio gruppo. Nel primo caso, il membro intollerante interno al gruppo disapproverebbe la relazione con un individuo esterno al gruppo, il che porterebbe necessariamente a una relazione negativa con il suo membro tollerante; mentre nel secondo caso, la relazione negativa rispetto all'individuo esterno al gruppo sarebbe confermata dal membro interno intollerante e promuoverebbe una relazione positiva tra di loro.
Questo dilemma è stato considerato da Aguiar e Parravano in Tolerating the Intolerant: Homophily, Intolerance, and Segregation in Social Balanced Networks, dove è rappresentata una comunità di individui le cui relazioni sono governate da una modificazione della teoria dell'equilibrio cognitivo di Heider.